# ماجد عبد الله
ماجد أحمد عبد الله (مواليد 1 نوفمبر 1959)، هو لاعب كرة قدم سعودي معتزل، لعب في مركز الهجوم مع نادي النصر السعودي المنتخب السعودي. ويعد من أبرز اللاعبين في تاريخ الكرة السعودية.

## حياته
ولدِ َماجد في 19 يونيو سنة 1958 في حي البغدادية أحد أحياء مدينة جدة. وهو الابن الثاني لأحمد عبد الله، وله 6 إخوة منهم 4 ذكور. في منتصف الستينيات انتقل ماجد مع عائلته إلى العاصمة السعودية الرياض، بعد حصول والده على عمل في الجهاز الفني لنادي النصر. درس ماجد في مدرسة الجزائر الابتدائية ثم انتقل للمتوسطة الثانية وتعرف على اللاعب فهد المصيبيح، وانضم لمنتخب المدرسة وبرز اسمه في المدرسة وحقق لقب الهداف في الدورة التي أقامتها المدرسة وانضم ماجد في بدايته لفريق حواري اسمه «الاتفاق». شارك ماجد بسبب غياب الحارس الأساسي مع الفريق كحارس مرمى ثم حوله المدرب إلى مهاجم. ودرس في ثانوية الجزيرة حتى نال شهادة الثانوية.
برزت موهبته وبدأت حياته الرياضية عام1977م (1397هـ) من مدينة الرياض وبالتحديد من نادي النصر السعودي بعد ذهاب والده أحمد عبد الله إلى الرياض للعمل في الجهاز الفني لنادي النصر، وبعدها بدأت مسيرته الكروية التي امتدت 22 عامًا، في نادي النصر والمنتخب السعودي. حقق مع منتخب بلاده كأس الأمم الآسيوية للمرة الأولى عام 1984 في سنغافورة وكان هو هداف التصفيات والنهائيات بمجموع 11 هدف أبرزها هدفه الشهير في نهائي البطولة في المنتخب الصيني، وحَقّقْ كأس الأمم الآسيوية للمرة الثانية على التوالي مع منتخبه عام 1988 في قطر وكان هو صاحب هدف التأهل للنهائي في مرمى المنتخب الإيراني، وقاد منتخبه للتأهل للأولمبياد العالمية للمرة الأولى عام 1984 في أمريكا وكان هو هداف التصفيات الأولية والنهائية بمجموع 13 هدف، وكذلك التأهل لكأس العالم للمرة الأولى والوصول تحت قيادته لدور الـ 16 عام 1994 في أمريكا أمام المنتخب البلجيكي، كما حقق ماجد مع ناديه إحدى عشرة بطولة محلية وخليجية وقارية. وكان هو الهداف الأول والأبرز مع فريقه ومنتخب بلاده طوال فترة تواجده في الملاعب، وما يزال يحمل الرقم القياسي في عدد الأهداف محليًا ودوليًا.[بحاجة لمصدر]
حيث يُعد الرقم الأهم والأكبر في مسيرة ماجد هو عدد أهدافه المحلية والدولية فهو يعتبر من بين أفضل الهدافين في تاريخ الكرة السعودية والخليجية والعربية والآسيوية.

## منتخب الناشئين
في أغسطس 1977 ضم المدرب الإنجليزي جيف فاوندون ماجد لمنتخب الناشئين للمشاركة في دورة تبريز الدولية للناشئين التي أقيمت في إيران. أتت هذه الفرصة لماجد بعد 5 مبارايات فقط شارك فيها مع نادي النصر، تمكن ماجد من قيادة منتخب السعودية للمركز الثاني وإحراز 7 أهداف خلال 3 مبارايات ليصبح هداف البطولة. وسجل في هذه البطولة أول هاتريك له في مسيرته في مباراة أمام منتخب بلغاريا للناشئين.

## مع المنتخب
يُعتبر ماجد الهداف التاريخي للمنتخب السعودي بتسجيله 71 هدفاً في 116 مباراة مثل فيها المنتخب الأول حسب إحصائيات الفيفا، بينما يقدر عدد مبارياته الرسمية والوديه الدولية، الموثقة وغير الموثقة مع المنتخب السعودي 189 مباراة سجل خلالها 110 هدفاً، بدأت مسيرته الرسمية مع المنتخب السعودي في 10 ديسمبر 1978 أمام منتخب الصين في دورة الألعاب الآسيوية، انتهت المباراة بنتيجة 1–0 لصالح الصين، ضمن الدورة لعب أمام منتخب قطر ومنتخب العراق وتعادل المنتخب السعودي في المباراتين ولم يسجل ماجد في هذه الدورة أي هدف.

### كأس الخليج العربي

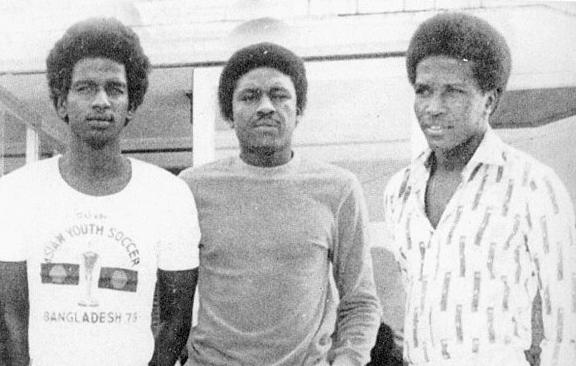
ثلاثي نادي النصر من اليسار إلى اليمين: ماجد عبد الله وتوفيق المقرن وعبد الله عبد ربه أثناء معسكر المنتخب السعودي في بغداد للمشاركة في بطولة خليجي 5

شارك ماجد في خمس نسخ متتالية من بطولات كأس الخليج، لعب 26 مباراة وسجل 17 هدفًا. من خلال مشاركاته سجل ماجد في جميع النسخ الخمس. يصنف ماجد الهداف السعودي التاريخي في تاريخ البطولة ويحتل المركز الثاني مع اللاعب العراقي حسين سعيد بفارق هدف وحيد عن هداف البطولة التاريخي جاسم يعقوب. حصل المنتخب السعودي مع ماجد أربع مرات على المركز الثالث ومرة وحيدة على المركز الرابع. لعب ماجد للمرة لأولى في كأس الخليج سنة 1979 في أول بطولة عربية له، مثل المنتخب السعودي في 6 مباريات وسجل 7 أهداف ليحتل المركز الثاني في ترتيب الهدافين وحصل المنتخب السعودي على المركز الثالث، وبدأت في هذه البطولة انطلاقة ماجد التهديفية حيث سجل أول أهدافه مع المنتخب السعودي ضد منتخب الإمارات وثاني أهدافه في منتخب عمان وخماسية على منتخب قطر ليسجل أول مستر هاتريك خلال مسيرته مع المنتخب السعودي وأصبح أول لاعب خليجي يسجل خمسة أهداف في لقاء واحد في بطولات كأس الخليج. شارك ماجد في كأس الخليج سنة 1982 في ثاني بطولة عربية له، لعب 5 مباريات وسجل 3 أهداف وتقاسم مع اللاعب الكويتي يوسف سويد واللاعب البحريني إبراهيم زويد واللاعب الإماراتي سالم خليفة لقب هداف البطولة. كانت بداية المنتخب السعودي في هذه البطولة غير جيدة، حيث خسر في أول مباراتين أمام منتخب الإمارات ومنتخب الكويت، ليفوز في ثالث مباراة له بواسطة هدف ماجد أمام المنتخب القطري، وبعدها فاز أمام عمان 3–0 ولم يسجل ماجد في هذه المباراة ليعود ويسجل أمام منتخب البحرين هدفي التعادل، وبسبب انسحاب منتخب العراق لم يواجه المنتخب السعودي نظيره العراقي، وحصل المنتخب السعودي على المركز الرابع في هذه البطولة. وفي عام 1984 شارك ماجد في بطولة كأس الخليج للمرة الثالثة على التوالي ومثل المنتخب السعودي في مباراتين وسجل هدفاً وحيداً له أمام قطر وبسبب تعرضه للإصابة لم يكمل البطولة. وعاد ماجد في كأس الخليج عام 1986 ليُشارك للمرة الرابعة في البطولة ولعب مع المنتخب السعودي جميع المباريات وسجل 4 أهداف خلال 6 مباريات، وكان أول هدف له في هذه النسخة أمام منتخب الكويت لتنتهي المباراة 3–1 لصالح الكويت وهدفه الثاني كان أمام منتخب البحرين لتنتهي المباراة 2–1 لصالح البحرين وسجل ماجد هدفين على المنتخب العماني أحدهما من ضربة جزاء لتنتهي المباراة 3–1 لصالح السعودية، وحصل المنتخب السعودي على المركز الثالث في البطولة. وفي عام 1988 كانت آخر مشاركة لماجد كلاعب في بطولة كأس الخليج، لعب ماجد 6 مباريات وسجل هدفين من أصل 5 أهداف للمنتخب السعودي ليحصل المنتخب السعودي على المركز الثالث. كانت أهداف ماجد في هذه النسخة حاسمة حيث سجل هدف الفوز على منتخب البحرين وهدف التعادل مع الإمارات.

### كأس آسيا

#### كأس آسيا 1984

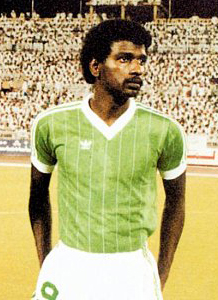
ماجد عبد الله مع المنتخب السعودي في كأس آسيا 1984

استدعي ماجد لتمثيل المنتخب السعودي في موسم 1983–1984، وشهدت مشاركته الآسيوية الأولى تتويج المنتخب السعودي بالكأس، سجل ثمانية أهداف مع المنتخب السعودي في التصفيات المؤهلة لكأس آسيا 1984. وافتتحت السعودية التصفيات ضد منتخب نيبال وسجل ماجد هدفه الأول في التصفيات، وفي المباراة الثانية سجل هدف الفوز ضد منتخب الإمارات، وسجل على منتخب سريلانكا هاتريك واختتم أهدافه بهاتريك ضد منتخب عمان. تأهلت السعودية بعد فوزها في جميع المباريات الأربعة برصيد 19 هدف وشباك خالية من الأهداف. وقعت السعودية في مجموعة أ مع الكويت وقطر وسوريا وكوريا الجنوبية. واجهت السعودية منتخب كوريا الجنوبية في أول مباراة لها في البطولة وسجل ماجد أول أهدافه في الدقيقة 90 ليمنح السعودية نقطة التعادل. اللقاء الثاني أمام منتخب سوريا انتهى بفوز المنتخب السعودي بنتيجة 1–0. واللقاء الثالث انتهى بالتعادل 1–1 أمام منتخب قطر. وفي اللقاء الأخير من دور المجموعات واجه المنتخب السعودي منتخب الكويت انتهى اللقاء بفوز منتخب السعودية (1–0). تأهل المنتخب السعودي للدور الثاني ليقابل المنتخب الإيراني في دور النصف النهائي من البطولة في 13 ديسمبر، الذي تخطّاه بركلات الترجيح بعد التعادل 1–1 في المباراة، وسجّل ماجد الركلة الأولى لمنتخب بلاده، ليصل المنتخب السعودي للمرة الأولى في تاريخه لنهائي كأس آسيا. وفي النهائي ضد الصين سجل ماجد في الدقيقة 46 الهدف الأجمل في تاريخ البطولة وثاني أهدافه في البطولة لتنتهي المباراة بفوز السعودية (2–0) وتتويج المنتخب السعودي بأول لقب له.

#### كأس آسيا 1988
كان المنتخب السعودي في بطولة كأس آسيا 1988 مؤهلاً لكونه صاحب اللقب، وقعت السعودية في مجموعة ب مع سوريا والكويت والبحرين والصين. شارك ماجد في جميع المباريات وواجه منتخب سوريا في أول مباراة له في البطولة، انتهى اللقاء بفوز منتخب السعودية (2–0). اللقاء الثاني كان أمام منتخب الكويت وانتهى بالتعادل السلبي. واللقاء الثالث انتهى بالتعادل 1–1 أمام منتخب البحرين. وفي اللقاء الأخير من دور المجموعات واجه المنتخب السعودي منتخب الصين وانتهى اللقاء بفوز منتخب السعودية (1–0). تأهل المنتخب السعودي متصدر مجموعته للدور الثاني ليقابل المنتخب الإيراني في دور النصف النهائي من البطولة، سجل ماجد هدف المباراة الوحيد في الدقيقة 16 وتأهل المنتخب السعودي للمرة الثانية في تاريخه لنهائي كأس آسيا. في النهائي واجه المنتخب السعودي كوريا الجنوبية وبعد انتهاء الوقت الأصلي بالتعادل السلبي تغلب المنتخب السعودي بركلات الترجيح 4–3 نفذ ماجد ركلته الترجيحية بنجاح. بهذا الفوز احتفظ المنتخب السعودي بلقب البطولة للمرة الثانية على التوالي وحقق اللقب الثاني في تاريخه.

### كأس العالم

#### تصفيات كأس العالم
شارك ماجد خلال مسيرته أربع مرات في تصفيات كأس العالم، لعب 20 مباراة وسجل 8 أهداف، كانت أول تصفيات يشارك فيها هي تصفيات كأس العالم 1982 حيث كان يعاني من الإصابة ورغم الإصابة تم استدعائه لتمثيل المنتخب الوطني، شارك مع المنتخب السعودي في 8 مباريات من أصل 10 وسجل 3 أهداف. وقعت السعودية في الدور الأول ضمن مجموعة تضم العراق وسوريا وقطر والبحرين. لعب أول مباراة له في البطولة مع منتخب العراق، خرج بعد 19 دقيقة من بدء المباراة بسبب الإصابة، لم يشارك ماجد في المباراة الثانية والثالثة من الدور الأول. ظهر ماجد بقوة في الدور الثاني من التصفيات حيث سجل أول أهدافه في التصيفات أمام منتخب الصين وسجل هدفي التعادل أمام منتخب نيوزلندا ولكن لم يتمكن من التأهل وأصبح في المركز الثالث في ترتيب الهدافين. رغم عدم تأهل السعودية لكأس العالم، رافق ماجد منتخب الكويت بدعوة من الشيخ فهد الأحمد الجابر الصباح رئيس اتحاد الكويت آنذاك. في تصفيات كأس العالم 1986 وقعت السعودية في مجموعة تضم الإمارات وعمان. بسبب انسحاب عمان أصبحت المجموعة تضم السعودية والإمارات فقط، انتهت مباراة الذهاب بين المنتخبين بالتعادل السلبي وفي مباراة الإياب فازت الإمارات (1–0). عاد ماجد في تصفيات كأس العالم 1990 ولعب 7 مباريات وسجل أول أهدافه في التصفيات على منتخب سوريا وهدف المباراة الوحيد مع اليمن وتأهل المنتخب السعودي إلى الدور الثاني من التصفيات، كان الدور الثاني يضم الصين، قطر، كوريا الجنوبية، الإمارات، وكوريا الشمالية.

#### كأس العالم 1994
قبل كأس العالم 1994 تفرغ اللاعبون موسم 1993–1994 بعيداً عن أنديتهم ليكون المنتخب السعودي بكامل جاهزيته للمشاركة في المونديال ورغم ذلك كان يعاني ماجد من آثار الاصابات السابقة. وقعت السعودية في مجموعة تضم هولندا وبلجيكا والمغرب. كانت هناك مطالبات بإقالة المدرب قبل المونديال بسبب خسارة المنتخب السعودي في مباراة وديه تحضيرية أمام منتخب اليونان (5–1)، توسط ماجد لدى الملك فهد بن عبد العزيز آل سعود لإبقاء المدرب خورخي سولاري. شارك ماجد كأول قائد للمنتخب السعودي في كأس العالم، وتمكن المنتخب السعودي بقيادة ماجد التأهل إلى الدور الـ 16 لأول مرة في تاريخه. شارك في أول مباراة أمام منتخب هولندا خرج في الشوط الثاني بسبب آثار الاصابات السابقة ولم يلعب في المباراة الثانية أمام المغرب، وكانت آخر مباراة له في كأس العالم أمام منتخب بلجيكا لعب الشوط الأول وخرج في الشوط الثاني، كانت هذه المباراة آخر مباراة دولية له أيضاً. واجه المنتخب السعودي متصدر المجموعة السادسة في الدور الـ16 منتخب السويد، لم يشارك ماجد في المباراة لكنه جلس على مقاعد الاحتياط بسبب عدم جاهزيته.

### كأس الذهبية الأسترالية
شارك ماجد مع المنتخب السعودي بكأس الذهبية الأسترالية في عام 1988، لعب أربعة مبارات وسجل هدفين. في مباراة الافتتاحية سجل أول أهدافه في البطولة على منتخب الأرجنتين بطل كأس العالم آنذاك، حيث تعادل المنتخبين (2 - 2)، وسجل ثاني أهدافه في البطولة على منتخب البرازيل وانتهت المباراة 4 - 1 لصالح البرازيل، ولعب ثالث مباراة في دور المجموعات أمام المنتخب أسترالي انتهت بثلاثية نظيفة لصالح أستراليا وفي مباراة تحديد المركز الثالث فاز المنتخب الأرجنتيني على المنتخب السعودي بهدفين مقابل لا شيء.

## لمحات من أهدافه وانتصاراته الدولية
اشتهر على الساحة المحلية والدولية بأهدافه ومواهبه وحضوره القوي واللافت في أغلب المناسبات ولحظات الحسم خاصة مع منتخبه، يأتي على رأسها هدفه التاريخي في نهائي كأس الأمم الآسيوية التي فازت به السعودية عام 1984 في مرمى منتخب الصين حيث تجاوز فيه ثلاثة لاعبين من منتصف الملعب الموحل بطريقة مهارية وساحرة ختمها بمراوغة الحارس بحركة تمويه تميّز بها ماجد كثيراً في أهدافه حتى أصبحت ماركة مسجلة باسمه الهدف يُعد حقاً أفضل هدف في تاريخ كرة القدم الآسيوية وأحد أفضل أهداف كرة القدم عبر التاريخ نظراً للمهارة العالية التي استخدمها في الهدف والمسافة الطويلة للهدف وأهمية ومناسبة الهدف والظروف المناخية التي سجل فيها الهدف على أرضية مبتلة كلها وحل، وكذلك هدفه المنقذ لمنتخبه في نفس البطولة أمام المنتخب الكوري الجنوبي في آخر دقيقة من المباراة برأسية هائلة أنقذت المنتخب من الخروج المبكر، وهدفه الهام في نصف نهائي تلك البطولة في مرمى منتخب إيران، أيضاً هدفه التاريخي والحاسم في المنتخب الإيراني أيضاً وبرأسية خاطفة في نصف نهائي كأس الأمم الآسيوية عام 1988 الذي قاد المنتخب للنهائي والمحافظة على اللقب القاري حينها.
بالإضافة لأهدافه الحاسمة في المشوار القاري للوصول للأولمبياد العالمية في لوس أنجلوس 1984 أو الوصول لكأس العالم في أمريكا 1994 كأهدافه في منتخبات نيوزلندا وكوريا والكويت وماليزيا أجملها هدفه الثاني المدهش في المنتخب النيوزلندي في تصفيات الأولمبياد العالمية 1984 الذي تلاعب فيه بخمسة لاعبين دفعة واحدة بأسلوب أفعواني ماكر - يراه بعض النقاد أجمل أهداف ماجد - وهدفه الثاني أيضاً في المنتخب الكوري الجنوبي في نفس التصفيات الذي التقط فيه كرة عالية في الهواء على صدره ثم تجاوز بها المدافع بحركة صعبة ووضعها بهدوء يمين الحارس وكذلك هدفيه التاريخيين في مرمى المنتخب الكويتي في نفس التصفيات في اللقاء الذي كسبه الأخضر بأربعة أهداف تاريخية لا تنسى، أيضاً أهدافه الهامة في تصفيات بطولة كأس العالم 1994 التي أنقذت المنتخب من الخروج من التصفيات بعد أن كان يحتل المركز الثالث خلف الكويت وماليزيا فأصبح متصدراً للمجموعة حيث سجل هدفين رائعين في المنتخب الماليزي أحدهما قدّم فيه درساً للأجيال في كيفية تفادي الوقوع في التسلل بحركة عبقرية سريعة - رغم أنه حينها قد تجاوز السادسة والثلاثين من عمره - وسجل هدف قاتل على طريقته الخاصة في مرمى المنتخب الكويتي - الذي كان يكفيه التعادل ليتأهل - مراوغاً الحارس ومسجلاً للهدف من زاوية ضيقة وصعبة جداً.
وقد تجاوزت شهرته الحدود القارية كهداف عالمي يشار له بالبنان قادر على هز شباك أعتى المنتخبات والأندية العالمية التي يواجهها منتخبه خاصة تلك التي سبق لها الفوز بكأس العالم، حيث سجل أهدافاً خالدة في منتخبات عالمية عريقة فسجل في البرازيل هدفين أحدهما يعتبر أول هدف سعودي عالمي في مناسبة عالمية رسمية كان ذلك في نهائيات أولمبياد لوس أنجلس عام 1984 أما الهدف الثاني فكان في مرمى كلاوديو تافاريل حارس القرن البرازيلي في الكأس الذهبية لأبطال القارات عام 1988 (كأس القارات حالياً) وفي نفس البطولة سجل في الأرجنتين هدفاً رأسياً خاطفاً في لقاء انتهى بالتعادل بهدفين، وسجل في إنجلترا هدفاً رائعاً في مرمى الحارس الشهير ديفيد سيمان -هو أول هدف دولي يدخل مرمى هذا الحارس الشهير- خلال لقاء ودي دولي أٌقيم في الرياض عام 1988 حضره السيد جوزيف بلاتر رئيس الاتحاد الدولي لكرة القدم السابق انتهى بالتعادل بهدف. وكذلك فعل مع الأندية العالمية الشهيرة حينما سجل ثنائية رائعة في مرمى بوكا جونيور الأرجنتيني وخمسة أهداف في مرمى كل من ساوباولو البرازيلي هدف وبنفيكا البرتغالي هدفين ومانشستر سيتي الإنجليزي هدف وهامبورغ الألماني هدف سجله مع منتخب نجوم الخليج عام 1980.

## لمحات من أهدافه وانتصاراته المحلية
أما أهم أهداف ماجد عبد الله مع ناديه والتي أسهمت بتحقيق فريقه النصر السعودي للبطولات المحلية والخارجية فيأتي في مقدمتها هدفه الشهير في نهائي كأس الملك عام 1987م في مرمى الهلال والذي اشتهر بهدف السحاب نسبة للقفزة العالية جداً التي ارتقى بها بشكل مدهش فوق الدفاعات الهلالية التي كانت تمثل دفاع المنتخب -آنذاك- وهدفيه في نهائي الدوري السعودي الأشهر عام 1995 أمام الهلال أيضاً كان الثاني منها حكاية ماجدية عندما انطلق من منتصف الملعب مراوغاً الدفاع الهلالي والحارس بحركة التمويه الشهيرة على الرغم من وصوله سن 38 عاما تلك المباراة، وكذلك هدفيه الرأسيان في نهائي كأس الملك عام 1990 في مرمى التعاون، وقبلها هدفه الرائع في نهائي كأس الملك عام 1981 في مرمى الهلال الذي كان يضم وقتها في صفوفه النجم البرازيلي الشهير ريفالينو والذي تفوّق عليه ماجد - وعلى غيره من نجوم تلك الفترة - بتحقيقه للكأس وقيادة فريقه النصر للفوز ببطولة الدوري عامين متتاليين 1980 و1981بعد تصدره لهدافي الدوري ثلاث مرات متتالية بوجود أبرز المحترفين الأجانب في الدوري السعودي خاصة الذين لمعوا في نهائيات كأس العالم في الأرجنتين 1978م، وكرر قيادة فريقه لبطولة الدوري بأهدافه الحاسمة والمهمة عام 1989 بعد تصدره قائمة الهدافين للمرة السادسة في تاريخه، كذلك من أهدافه الحاسمة التي جلبت لناديه بطولات خارجية هدفه في نهائي بطولة الأندية الخليجية عام 1997 في مرمى كاظمة الكويتي والذي كان يضم حينها جُل لاعبي المنتخب الكويتي بطل الخليج آنذاك، أيضاً أهدافه الخمسة التي تصدر بها الهدافين في بطولة الأندية الخليجية عام 1996 أجملها كان في مرمى العربي القطري الذي تجاوز فيه الحارس بلمسة كنترول مذهلة لا يجيدها إلا الكبار مودعاً الكرة في المرمى ومعها أربعة مدافعين في منظر مدهش، أما آخر أهدافه الهامة فكان في البطولة الآسيوية التي كسبها فريقه وهو آخر هدف يسجله ماجد في تاريخه قبل اعتزاله وكان ذلك في نصف نهائي كأس الأندية الآسيوية عام 1998 في مرمى.

## عمادة لاعبي العالم 1990-1998
بلغت شهرة ماجد عبد الله الآفاق بعد أن تصدر قائمة نادي المائة الدولي، كأول لاعب عربي وآسيوي يتصدر النادي المئوي وذلك بعدد 147 مباراة دولية جعلته عميداً للاعبي العالم عام 1995، واستمر في الصدارة لمدة ثلاث سنوات متتالية، وعلى الرغم من أن الاتحاد الدولي - فيما بعد - ألغى من سجل المنتخب 8 مباريات دولية لعدم تسديد الاتحاد المحلي للرسوم المادية لتلك المباريات ! إلا أن ماجد ظل متصدراً القائمة، حيث أصبح رصيده 139 مباراة وكان رصيد أقرب منافسيه 138 مباراة، ولا يزال اسم ماجد يظهر في قائمة العشرين الأوائل رغم اعتزاله اللعب منذ عام 1994، والجدير ذكره أن عدم التوثيق الدقيق من الاتحادات المحلية والقارية وعدم دفع رسوم بعض المباريات الدولية للفيفا أضر الكثير من نجوم الكرة العربية وحالة ماجد عبد الله كمثال، فصدارة ماجد للنادي المئوي تأخرت كثيراً عن وقتها الطبيعي والمفترض، لأن ماجد تصدر القائمة - فعلياً - من بعد عام 1990 وليس العام 1995 وذلك لأن بيتر شيلتون الحارس الإنجليزي الشهير الذي كان يتصدر القائمة قبل ماجد توقف عند رصيد 125 مباراة بعد اعتزاله اللعب الدولي عام 1990 وماجد تجاوز هذا الرصيد - آنذاك - ومع ذلك استمر الإنجليزي في الصدارة لغاية العام 1995 قبل أن يعلن فيه الفيفا أن ماجد عميداً للاعبي العالم بعد اعتزاله اللعب الدولي هو أيضاً وبعد مرور خمس سنوات على صدارته الفعلية، وما بين العام تسعين والعام خمسة وتسعين يكمن الخبر اليقين، فأرقام ماجد - وغيره الكثير من نجوم الكرة العربية - كانت مغيبة أو غير موثقة جيداً في سجلات الاتحاد الدولي والذي تفاجأ حين ظهر اسم ماجد عبد الله في نهائيات كأس العالم بأمريكا عام 1994 كصاحب أكبر رصيد عدد مباريات دولية في العالم بمجموع يتجاوز الـ 160 مباراة فطالب الاتحاد المحلي بسرعة إرسال بيانات تلك المباريات وتواريخها لاعتمادها، والتي اتضح بعد المراجعة أنها كانت غير موثقة بشكل جيد وثابت، على سبيل المثال ما يخص اسم اللاعب: تارة كان يدوّن تحت اسم (ماجد عبد الله) وتارة أخرى (ماجد محمد) وتارة ثالثة (ماجد أحمد عبد الله) وكلها لنفس اللاعب !، عند ذلك قام الاتحاد الدولي باعتماد 147 مباراة دولية من أكثر من 160 مباراة تحت ما يصنف بفئة A ، كانت كافية لوضع ماجد عبد الله في المركز الأول بين نجوم العالم في نادي المائة الدولي، وهو إنجاز يسجل للسعودية وللاعب العربي والآسيوي عموماً.
وقد أقيم لماجد بهذه المناسبة حفل تكريمي ضخم عام 1995 في مقر نادي النصر بالرياض حضره نجوم الكرة الخليجية والعربية كالخطيب وشوبير وفهد الهريفي ومحيسن الجمعان وزهير بخيت وسعيد العويران وغيرهم الكثير في لقاء جميل جمعهم بفريق النصر السعودي بطل الدوري - ذلك الوقت - في تظاهرة فريدة من نوعها غصّت بها مدرجات ملعب النادي التي جاءت تحتفل بلقب نجمها الدولي والثلاثية (هاتريك) التي سجلها في مرمى الاتفاق في منافسات الدوري بعد قرار عودته للملاعب المحلية عقب اعتزاله اللعب الدولي فكانت أجمل عودة وأجمل مناسبة.

## ماجد حالة استثنائية
لعب ماجد للمنتخب خلال الفترة من 1978 حتى 1994 ولم يستبعد في تاريخه من قائمة المنتخب أو يجلس على دكة الاحتياط ولا مرة (إلا بسبب الإصابات المانعة) وذلك لتفوّقه وقيمته وثبات مستواه لدرجة أنه في أحايين كثيرة كان يلعب تحت تأثير المسكنات وكثيراً ما شارك وهو مصاب ومربوط الركبة (كما حدث في كأس العالم) أو اليد وذلك لحاجة المنتخب الماسة إليه، اعتزل الكرة على المستوى الدولي في يوليو عام 1994 وأذيع خبر اعتزاله في نشرة الأخبار الرسمية وذلك بعد انتهاء مشاركته في نهائيات كأس العالم بأمريكا 1994 وقيادته منتخب بلاده للتأهل لدور الـ16 في إنجاز فريد من نوعه لم يتكرر حتى الآن، وبعد قراره اعتزال اللعب واصل عطاءه المحلي بشكل استثنائي بناءا على رغبة ملحّة من جماهير ناديه وإدارته فلعب مع الفريق وقاده لتحقيق بطولة الدوري في العام نفسه 1995 مهدياً اللقب للنادي الذي أخلص له طوال 22 عام قضاها في الملاعب.

## ماجد اللاعب والمدرب
في عام 1993م 1413هـ مر فريق النصر بأسوأ فتراته بعد أن تكالبت عليه الظروف الإدارية والفنية وفي ظل ابتعاد العديد من نجومه المؤثرين دفعة واحدة خلال ذلك الموسم لأسباب مختلفة أبرزهم فهد الهريفي ومحيسن الجمعان وصالح المطلق ومرحوم المرحوم زاد على ذلك عدم التوفيق في التعاقد مع لاعبين أجانب على مستوى عال بحكم أن ذلك العام هو أول موسم يسمح فيه بعودة التعاقد مع لاعبين أجانب في البطولات المحلية بعد إيقاف هذا النظام بداية الثمانينات الميلادية، فشرب النصر أكبر المقالب في اللاعبين الأجانب - كحال أغلب الفرق السعودية ذلك العام - مما زاد أوضاعه سوءاً جعلته يتأخر في ترتيب فرق الدوري - على غير عادته - ويصبح مهدداً بالهبوط لأول مرة في تاريخه، فما كان من ماجد عبد الله إلا العدول عن قرار الاعتزال الذي كان يراوده كثيراً لتقدمه في العمر ولظرف الإصابة المزمنة التي كانت تعاوده سواء مع المنتخب أو مع فريقه، فعاد ماجد لقيادة فريقه وإنقاذ ما يمكن إنقاذه بل إنه اضطر لتدريب الفريق مع نهاية الدوري واحتدام المنافسة إلى جانب كونه لاعباً وقائداً للفريق داخل أرض الملعب وذلك بعد رحيل مدرب الفريق البرازيلي قادس وخلفه ناصر الجوهر فتجاوز الفريق تلك المرحلة العصيبة من تاريخ النادي ونجى من شبح الهبوط واستقر في منطقة الأمان في الترتيب العام لفرق الدوري ذلك الموسم، والمفارقة العجيبة أن الفريق حقق بطولة الدوري في العام الذي يليه مباشرة 1994 بعد عودة نجومه الهريفي والجمعان والمطلق وغياب قائده وهدافه الأبرز ماجد في تأكيد للمقولة الشهيرة للرئيس التاريخي للنصر الأمير عبدالرحمن بن سعود عندما قال: (النصر بمن حضر)، حيث كان حينها ماجد مع المنتخب في مهمة وطنية في مشواره للمونديال عام 1994.

## ماجد والإصابات
يعد ماجد عبد الله من أكثر اللاعبين في العالم تعرضاً للإصابات خلال تاريخه الكروي ولهذا كان يلعب كثيراً تحت تأثير المسكّنات والبنج، ولعل إصابته الأولى التي تعرض لها بداية مشواره تدل على حظه السيئ مع الإصابة، فقد تعرض لإصابة قوية عام 1976 في إحدى اللقاءات الودية خلال معسكر الفريق في لندن مما جعله يغيب عن الفريق لتتأخر انطلاقته كلاعب عاماً كاملاً، في عام 1980 تعرض لإصابة جديدة أخرجته من الملعب وذلك في نهائي كأس الملك أمام فريق الهلال بعد كرة مشتركة سجل منها أحد أهداف فريقه الثلاثة التي انتهى بها اللقاء، عام 1982 وفي تصفيات كأس العالم الأولية تعرض لإصابة قوية أمام العراق بعد اشتراك قوي من المدافع الصلب ناظم شاكر أخرجه من الملعب والتصفيات كلها، عام 1983 أصيب في ذهاب التصفيات الآسيوية المؤهلة لأولمبياد لوس أنجلس 1984 بعد أن سجل هدف الفوز مباشرة ومن كرة مشتركة مع حارس مرمى منتخب الهند غاب على إثرها عدة أشهر قبل أن يعود في مرحلة الإياب ويسجل في نفس الحارس أربعة أهداف ثلاثة منها في شوط واحد وبالرأس، عام 1984 تعرض لإصابة في بطولة الخليج السابعة في عمان لم يكمل بعدها البطولة، في نفس عام 1984 خرج على النقالة في نهائي كأس الأمم الآسيوية في سنغافورة أمام منتخب الصين بعد أن تعرض لتمزق جرّاء الجهد المضاعف الذي بذله خاصة الهدف الخرافي الذي سجله من نصف الملعب وراوغ فيه ثلاثة لاعبين بمهارة وسرعة فائقة وقد صعد للمنصة بمساعدة اثنين من زملائه، عام 1986 خرج متأثراً بإصابته أمام منتخب العراق في دور الثمانية خلال دورة الألعاب الآسيوية في سيئول، عام 1988 أصيب ماجد بكسر في اصبع القدم قبل انطلاقة كأس الأمم الآسيوية في قطر مما اضطر الجهاز الطبي لاستخدام الإبر المسكنة طوال مباريات البطولة، عام 1991 تعرض لإصابة قوية في أسفل الظهر في لقاء فريقه مع الأنصار اللبناني في بطولة الكأس الآسيوية بعد أن ارتقى عالياً فوق المدافعين وبعد أن سجل الهدف سقط على الأرض وغاب بعدها موسماً كاملاً عن الملاعب قبل أن يعود في لقاء نصف نهائي الدوري ويسجل هدفاً مدهشاً من أول لمسة بعد دخوله لأرض الملعب ومن فاول سكن المرمى الشبابي وحارس المنتخب -حينها- سعود السمار، عام 1993 أصيب خلال المعسكر الإعدادي للمنتخب قبل التصفيات الأولية لكأس العالم 1994 وغاب عن مرحلة الذهاب كلها قبل أن يعود في مرحلة الحسم ويسجل ثلاثة أهداف تاريخية حققت الصدارة والتأهل، ثم تجددت الإصابة في الركبة اليسرى في لقاء اليابان خلال التصفيات النهائية في قطر وخرج من الملعب ولم يعد، عام 1994 عاودت الإصابة المزمنة لماجد في نهائيات كأس العالم بأمريكا وخرج متأثراً بإصابته مرتين في لقاء المنتخب الافتتاحي أمام منتخب هولندا وفي لقاء حسم التأهل لدور الـ16 أمام بلجيكا، عام 1996 تعرض لحادث مروري شنيع نتج عنه كسر مضاعف في الرقبة وهو في طريقه للمطار (مع صديقه الذي توفي في الحادث) لأداء إحدى مباريات فريقه خارج الرياض ثم عاد نهاية الموسم وأصيب خلال لقاء فريقه بالأهلي في نصف نهائي الدوري، عام 1997 كاد ماجد يفقد حياته بعد تسديدة عنيفة تلقاها في موضع إصابته في الرقبة خلال لقاء فريقه بالهلال في كأس ولي العهد سقط على إثرها دون حراك وسط حالة ذهول وحزن وترقّب من الجميع قبل أن يسترد وعيه وينقل للمستشفى مباشرة.

## ماجد والإعلام والصحافة
كان ماجد وما يزال محط أنظار الإعلام والصحافة أينما حل وارتحل وكانت أهدافه وانتصاراته تتصدر الصفحات والمانشتات ومجرد وجود اسمه أو صورته يعني معدل بيع مرتفع لأي صحيفة ولعل أشهر التغطيات التي لم ينلها لاعبٌ قبله حين تصدرت صورته واحدة من أشهر الصحف المحلية (الجزيرة) التي أوردت في صفحتها الأولى خبر تعرضه لحادث وهو في طريقه للعب إحدى المباريات مع فريقه نُقل على إثره للمستشفى وسط إطمئنان شخصي من الملك وولي عهده، كذلك خبر اعتزاله اللعب الدولي الذي بث في النشرة الإخبارية الرسمية، وعلى الرغم من ذلك الحب وتلك النجومية إلا أن ماجد يكاد يكون أكثر اللاعبين تعرضاً للنقد طوال مشواره الكروي خاصة النقد المسيئ بدافع التعصب من قبل بعض الكتّاب والإعلاميين الذين لم يعجبهم تواجده كنجم بارز محبوب لدرجة أن بعضهم تخصص في الكتابة عن ماجد والإساءة إليه بل إن بعضهم اشتهر فقط بسبب إساءته لماجد وكتابته الدائمة عنه! ، فقد تعرض ماجد طوال تاريخه لحرب شرسة متواصلة مسّت وطنيته وأخلاقه وأهله وحتى دينه خلال مقالات وتقارير شبه يومية من خلال بعض الصحف ووسائل الإعلام الرسمية التي كانت تسلط نقدها وإساءتها له بمناسبة وبدون مناسبة وتتجاهله تماماً خاصة وقت الإنجاز! ، من ذلك مثلاً ما ذكرته صحيفة الجزيرة وماجد - وقتها - في مهمة وطنية يقود من خلالها منتخب بلاده في تصفيات كأس العالم الحاسمة باتهامه باطلاً بأن دمه ملوّث على لسان مدلّك نادي الهلال والمنتخب برنامبوك! ، كذلك تخصيص نصف صفحة في الشرق الأوسط للتقليل من دوره وتشويه تاريخه مع المنتخب وذلك قبيل مشاركته في نهائيات كأس العالم 1994! ، ومن أمثلة تجاهل الإعلام لإنجازات ماجد تجاهل إنجازه الوطني عندما حقق لقب عميد لاعبي العالم لأول مرة عام 1995 حيث تجاهلته الصحف المتعصبة وبعضها فقط وضع الخبر ولكن في آخر صفحة وفي مربع صغير جداً لا يكاد يرى على العكس تماماً حينما حققت اللاعبة النرويجية هايدي ستور لقب عميدة لاعبات العالم فقد تسابقت نفس الصحف لتغطية الخبر وفي صفحاتها الرياضية الأولى وبالمانشيت العريض اعتقاداً بأن رقم ماجد العالمي قد كسر من لاعب آخر حتى اتضحت لهم الحقيقة فيما بعد بأن هايدي هي لاعبة ضمن لاعبات كرة القدم اللاتي لهن تصنيف خاص لدى الفيفا بعيداً عن تصنيف اللاعبين الرجال، مما جعل الشارع الرياضي يطلق لقب صحافة هايدي على تلك الصحف بعد تلك الحادثة الطريفة، هذه الممارسات لم تتوقف حتى بعد اعتزال ماجد اللعب فقد استمرت الإساءة واستمر التجاهل سواء وهو محلل أو خبير أو سفير، آخرها كان حين استضافته قطر كسفير ورمز آسيوي كبير ليستقبل كأس آسيا 2011 في قطر ممثلاً عنها وعن الخليج والعرب في القارة الصفراء فتجاهلت نفس الصحافة المتعصبة ذلك الحدث ولم تشر إليه حتى! ، وهذا امتداد لتجاهلها التام لاختياره سفيراً لملف قطر لتنظيم كأس العالم 2022 على الرغم من تغطية كل وسائل الإعلام المقروء والمرئي في الداخل والخارج لذلك الاختيار! .

## اعتزاله اللعب والملاعب
أعلن ماجد عبد الله اعتزاله كرة القدم نهائياً في العشرين من ذي الحجة لعام 1418 هـ (1998) بعد أن لعب آخر مبارياته وهو بعمر الأربعين عاما مع نادي النصر أمام فريق سامسونج الكوري الجنوبي على نهائي كأس الكؤوس الآسيوية بتاريخ (12 أبريل 1998) المشهود، والذي فاز فيه النصر 1-0 فحُسم اللقب تحت قيادة عميد لاعبي العالم ماجد عبد الله وهداف العالم البلغاري خريستو ستويتشكوف والنجم محيسن الجمعان، بعد ذلك توّج القائد ماجد من قبل الأمير السعودي بكأس البطولة الآسيوية، فكان الختام مسكاً.
أجمع عليه بعض النقاد والمتابعين من داخل وخارج المملكة على أنه من أفضل اللاعبين الذين أنجبتهم الملاعب السعودية في جيله وأحد أهم الأسماء الرياضية السعودية التي أثرت الساحة الكروية بالعطاء والأهداف والنجومية، فقد كان له أثرٌ طيب على الأجيال والجماهير ودورٌ وطنيٌ هام في نشر المحبة بين مختلف جماهير الأندية والوطن وكان يمثّل قدوة حسنة للاعبين فنياً وأخلاقياً.

### حفل تكريمه بعد الاعتزال
أقيم له حفل تكريم أسطوري في يوم الثلاثاء الموافق 20 مايو 2008 وسط حضور جماهيري غفير تجاوز الـ 75 ألف متفرج وبحضور فريق القرن الأوروبي ريال مدريد بكامل نجومه وبقيادة نجمه العالمي راؤول غونزاليس وانتهت المباراة التكريمية بفوز النصر السعودي بنتيجة تاريخية قوامها 4-1 سجل لريال مدريد آريين روبن وسجل للنصر مالك معاذ هدفين وسعود كريري هدف ونشأت أكرم هدف، وقد لعب النجم المكرّم ماجد قرابة 15 دقيقة كانت حافلة بالإثارة والدموع، شهدت المباراة لفتة جميلة ولأول مرة من قبل الجماهير النصراوية والسعودية عموماً فعند الدقيقة التاسعة والتي توافق رقم ماجد الشهير وقفت الجماهير وقفة واحدة ولمدة دقيقة كاملة رفع فيها كل متفرج يده اليمنى إشارة لطريقة ماجد المعروفة عنه في تعبيره عن فرحته بأي هدف يسجله في مشهد مؤثر وملفت، المهرجان الكرنفالي كان ناجحاً بكل المقاييس وعلى الرغم من اعتزال ماجد اللعب وتوقفه عن الركض قبل عشر سنوات إلا أن الجماهير لم ولن تنساه.

### ماجد الإداري
بعد اعتزاله اللعب مباشرة عقب قيادته الفريق كلاعب لتحقيق كأس الكؤوس الآسيوية قاد فريقه كإداري لتحقيق بطولة آسيوية جديدة خلال أشهر وجيزة، حيث عمل في منصب المشرف العام على فريق كرة القدم منتصف عام 1998 حتى عام 2000 وخلالها حقق الفريق الأول تحت إشرافه الإداري بطولة كأس السوبر الآسيوي والتأهل لكأس العالم للأندية الأولى في البرازيل بداية عام 2000 ولظرف وفاة والده لم يرافق الفريق وفضل البقاء وأداء عمرة عن والده في العشر الأواخر من رمضان التي صادفت إقامة البطولة العالمية.

### ماجد المحلل الفني
ظهر في العديد من القنوات الرياضية المتخصصة كمحلل فني رياضي ثابت لمختلف البطولات الكروية المحلية والدولية، كانت البداية عام 1999 في البطولة الأفروآسيوية للمنتخبات، واستمر عمله كمحلل متخصص حتى يومنا هذا متنقلاً عبر تاريخه في قنوات عديدة أشهرها راديو وتلفزيون العرب art والرياضية السعودية وأبو ظبي الإماراتية ولاين سبورت.

### منصبه الحالي
يشغل منصب عضو لجنة خبراء الفيفا للتقييم والتطوير المختصة بشؤون اللاعبين منذ عام 2002 والتي يرأسها القيصر فرانتس بكنباور، وتضم في عضويتها الإنجليزي بوبي تشارلتون والبرازيلي بيليه والمدرب السويدي سفين يوران إريكسون والكاميروني روجيه ميلا والغاني عبيدي بيليه والليبيري جورج ويا.

## إسهاماته مع المنتخب والنادي
- كأس الأمم الآسيوية 1984 (لأول مرة في تاريخ المنتخب)، 1988.
- التأهل لنهائيات الأولمبياد العالمية (لأول مرة في تاريخ المنتخب) 1984.
- التأهل لنهائيات كأس العالم (لأول مرة في تاريخ المنتخب) 1994.
- الوصول لدور الستة عشر في كأس العالم (لأول مرة في تاريخ المنتخب) 1994.
- الفوز ببطولة الدوري الممتاز 1980 (لأول مرة في تاريخ النادي)، 1981، 1989 ،1995.
- الفوز بكأس الملك 1981، 1986، 1987، 1990.
- الفوز بكأس الأندية الخليجية (لأول مرة في تاريخ النادي) 1996، 1997.
- الفوز بكأس الأندية الآسيوية (لأول مرة في تاريخ النادي) 1998.
- الفوز بكأس السوبر الآسيوية (لأول مرة في تاريخ النادي) وهو مشرف عام على الفريق 1999.
- التأهل لكأس العالم للأندية (لأول مرة في تاريخ الأندية) وهو مشرف عام على الفريق 2000.

## ألقابه وأرقامه القياسية
- هداف الدوري السعودي 6 مرات أعوام 1979، 1980، 1981، 1983، 1986، 1989.
- هداف بطولة كأس الملك 4 مرات أعوام 1979، 1987، 1989، 1990.
- هداف بطولة كأس ولي العهد 1991.
- هداف بطولة كأس الخليج السادسة للمنتخبات عام 1982.
- هداف بطولة مجلس التعاون للأندية مرتين، عامي 1991 و1996.
- هداف البطولة العربية للمنتخبات عام 1985.
- هداف العرب والحائز على الحذاء الذهبي مرتين عامي 1981 و1989.
- هداف القارة الآسيوية في تصفيات الأولمبياد العالمية عام 1984.
- هداف القارة الآسيوية في كأس الأمم الآسيوية «بالمشاركة» عام 1984.
- أفضل لاعب في القارة الآسيوية عام 1984 والوصيف عام 1989 والثالث عام 1988.
- أفضل لاعب في الشهر آسيوياً، لشهري يونيو 1995 ويناير 1997.
- أفضل وأشهر لاعب في تاريخ الكرة السعودية في استفتاء شركة زغبي الأمريكية 2008.
- أكثر لاعب يحقق لقب هداف بطولة الدوري السعودي برصيد 6 مرات (رقم قياسي).
- أكثر لاعب يحقق لقب هداف بطولة الكأس السعودي برصيد 4 مرات (رقم قياسي).
- أكثر لاعب يسجل في تاريخ الدوري السعودي برصيد 189 هدف (رقم قياسي).
- أكثر لاعب يسجل في مسابقات الكأس السعودي برصيد 47 هدف (رقم قياسي).
- أكثر لاعب يسجل في البطولات السعودية (دوري، كأس، اتحاد) برصيد 240 هدف.
- أكثر لاعب خليجي يسجل في البطولات الخليجية للأندية (نهائيات) برصيد 16 هدف.
- أكثر لاعب سعودي يسجل في البطولات الخليجية للمنتخبات (نهائيات) برصيد 17 هدف.
- أكثر لاعب سعودي يسجل في البطولات العربية للمنتخبات (تصفيات ونهائيات) برصيد 9 أهداف.
- أكثر لاعب سعودي يسجل في البطولات الآسيوية للمنتخبات (تصفيات ونهائيات كأس الأمم والألعاب) برصيد 21 هدف.
- أكثر لاعب سعودي يسجل في البطولات العالمية للمنتخبات (تصفيات ونهائيات كأس العالم والأولمبياد والقارات) برصيد 31 هدف.
- أكثر لاعب سعودي يسجل في تصفيات ونهائيات كأس الأمم الآسيوية برصيد 14 هدف (2 ترجيحية).
- أكثر لاعب سعودي يسجل في تصفيات ونهائيات الألعاب الآسيوية برصيد 7 أهداف.
- أكثر لاعب سعودي يسجل في تصفيات ونهائيات الأولمبياد العالمية برصيد 19 هدف.
- أول لاعب عربي وآسيوي يحوز على لقب أفضل لاعب في العام والشهر عامي 1984 و1995.
- أول لاعب عربي وآسيوي يحوز على لقب عميد لاعبي العالم عام 1995.
- أول لاعب عربي وآسيوي يدخل موسوعة جينيس للأرقام القياسية عام 1996.
- أول لاعب سعودي يسجل هدفاً عالمياً في محفل عالمي رسمي (في الأولمبياد في مرمى البرازيل) عام 1984.
- أول لاعب سعودي يسجل في نهائيات كأس الأمم الآسيوية (في مرمى كوريا الجنوبية) عام 1984.
- أول لاعب سعودي يسجل في نهائيات الأولمبياد العالمية (في مرمى البرازيل في لوس أنجلوس) عام 1984.
- أول لاعب يسجل في استاد الملك فهد الدولي الشهير (في مرمى رابيد فيينا النمساوي) عام 1988.
- أول لاعب خليجي يسجل خمسة أهداف في لقاء واحد في بطولات الخليج (في مرمى قطر) عام 1979.
- أول لاعب خليجي يسجل هدفاً مع منتخب نجوم الخليج (في مرمى هامبورغ الألماني) عام 1980.
- أول لاعب عربي يقوم باللعب والتدريب في آن واحد (في الدوري مع فريقه النصر) عام 1993.
- أول قائد للمنتخب السعودي في نهائيات كأس العالم (في أمريكا) عام 1994.
- اللاعب السعودي الوحيد الذي سجل 5 أهداف في لقاء دولي مرتين في مرمى قطر 1979م واندونيسيا 1980م.
- اللاعب الخليجي الوحيد الذي سجل في خمس بطولات خليجية متتالية للمنتخبات منذ 1979 حتى 1988.
- اللاعب العربي الوحيد الذي اختاره الاتحاد الدولي لكرة القدم ضمن لجانه الرسمية في الفيفا عام 2002 وما يزال.
- اللاعب العالمي الوحيد الذي سجل في جميع دقائق المباراة التسعين.
- اُختير سفيراً للعب النظيف من قبل الاتحاد العربي عام 1999.
- اُختير لاعباً للقرن في المملكة العربية السعودية عام 2000.
- اُختير لاعباً للقرن على مستوى الوطن العربي عام 2000.
- اُختير لاعباً أول لنادي القرن المئوي الآسيوي وكرم من الاتحاد الآسيوي عام 1999.
- اُختير من أفضل ثلاثة لاعبين في تاريخ القارة الآسيوية في القرن العشرين عام 2000.
- اُختير من أفضل لاعبي القرن في تاريخ كرة القدم وجاء في المركز 61 على مستوى العالم.
- اُختير ضمن أفضل هدافي الدوري في العالم برصيد 6 مرات حقق فيها لقب الهداف.
- صنّف أحد العشرة الأوائل في ترتيب هدافي منتخبات العالم عبر التاريخ.
- صاحب أكبر رصيد أهداف محلية ودولية على مستوى القارة 530 هدف.
- صاحب الرقم القياسي بين اللاعبين السعوديين في عدد الأهداف المحلية 324 هدف والدولية 209 هدف.

## أهدافه

### أهدافه مع الأندية
سجل ماجد خلال مسيرته مع نادي النصر 321 هدف، منها 260 هدف رسمي خلال 240 مباراة.
| الموسم     | البطولة | البطولة | الكأس* | الكأس* | الخليج | الخليج | آسيا*  | آسيا* | المجموع | المجموع |
| الموسم     | مشاركة  | أهداف   | مشاركة | أهداف  | مشاركة | أهداف  | مشاركة | أهداف | مشاركة  | أهداف   |
| ---------- | ------- | ------- | ------ | ------ | ------ | ------ | ------ | ----- | ------- | ------- |
| 1976–1977  | 5       | 4       | 4      | 5      | -      | -      | -      | -     | 9       | 9       |
| 1977–1978  | 12      | 12      | 2      | 2      | -      | -      | -      | -     | 14      | 14      |
| 1978–1979  | 13      | 18      | 3      | 6      | -      | -      | -      | -     | 16      | 24      |
| 1979–1980  | 13      | 17      | -      | -      | -      | -      | -      | -     | 13      | 17      |
| 1980–1981  | 15      | 21      | 4      | 4      | -      | -      | -      | -     | 19      | 25      |
| 1981–1982  | 6       | 9       | 1      | 1      | -      | -      | -      | -     | 7       | 10      |
| 1982–1983  | 11      | 14      | 3      | 3      | 4      | 3      | -      | -     | 18      | 20      |
| 1983–1984* | -       | -       | -      | -      | -      | -      | -      | -     | -       | -       |
| 1984–1985  | 4       | 1       | -      | -      | -      | -      | -      | -     | 4       | 1       |
| 1985–1986  | 12      | 15      | 2      | 1      | -      | -      | -      | -     | 14      | 16      |
| 1986–1987  | 11      | 15      | 4      | 5      | -      | -      | -      | -     | 15      | 20      |
| 1987–1988  | 6       | 5       | 3      | 2      | -      | -      | -      | -     | 9       | 7       |
| 1988–1989  | 15      | 19      | 4      | 5      | -      | -      | -      | -     | 19      | 24      |
| 1989–1990  | 12      | 13      | 3      | 5      | -      | -      | -      | -     | 15      | 18      |
| 1990–1991  | 11      | 10      | 4      | 5      | 4      | 5      | -      | -     | 19      | 20      |
| 1991–1992  | 2       | 3       | -      | -      | -      | -      | 2      | 1     | 4       | 4       |
| 1992–1993  | 5       | 4       | 1      | 0      | -      | -      | -      | -     | 6       | 4       |
| 1993–1994* | -       | -       | -      | -      | -      | -      | -      | -     | -       | -       |
| 1994–1995  | 8       | 8       | 1      | 1      | -      | -      | -      | -     | 9       | 9       |
| 1995–1996  | 3       | 0       | 2      | 2      | 4      | 5      | 6      | 0     | 15      | 7       |
| 1996–1997  | 4       | 2       | 1/2    | 0/4    | 3      | 3      | 3      | 1     | 13      | 10      |
| 1997–1998  | -       | -       | -      | -      | -      | -      | 2      | 1     | 2       | 1       |
| المجموع    | 168     | 190     | 44     | 51     | 15     | 16     | 13     | 3     | 240     | 260     |

- سجل ماجد 321 هدفاً منها 61 هدفاً في مباريات ودية مع نادي النصر و260 هدفاً في المباريات الرسمية مع النادي.
- الكأس: كأس الملك 1977-1990 (33 مباراة /39 هدف)، كأس ولي العهد 1991-1997 (9 مباريات /8 أهداف)، كأس الأمير فيصل بن فهد 1997 (مباراتين /4 أهداف).
- دوري أبطال آسيا: 1996–97 (9 مباريات/ هدف)، كأس أبطال الكؤوس الآسيوية 1991 و1998 (4 مباريات /هدفين).
- «لم يشارك في موسم 1984 و1994 بسبب انضمامه مع المنتخب الوطني».

### أهدافه مع المنتخب
سجل ماجد خلال مسيرته مع المنتخب السعودي (1978-1994) 229 هدفاً، منها 115 هدف مع المنتخب الأول خلال 185 مباراة. (79 هدف في مبارايات رسمية و36 هدف في مبارايات ودية)
| الأهداف | التاريخ    | مكان       | المنافس                  | النتيجة        | المنافسة                                    |
| ------- | ---------- | ---------- | ------------------------ | -------------- | ------------------------------------------- |
| 1.      | 03-05-1978 | الرياض     | باكستان                  | 6/0            | بطولة الصداقة الدولية                       |
| 2.      | 03-05-1978 | الرياض     | باكستان                  | 6/0            | بطولة الصداقة الدولية                       |
| 3.      | 06-05-1978 | الرياض     | كينيا                    | 2/0            | بطولة الصداقة الدولية                       |
| 4.      | 28-09-1978 | جدة        | المغرب                   | 4/1            | مباراة ودية                                 |
| 5.      | 28-09-1978 | جدة        | المغرب                   | 4/1            | مباراة ودية                                 |
| 6.      | 12-12-1978 | بانكوك     | قطر*                     | 2/2            | الألعاب الآسيوية                            |
| 7.      | 24-03-1979 | بغداد      | الإمارات العربية المتحدة | 2/1            | كأس الخليج العربي 5                         |
| 8.      | 24-03-1979 | بغداد      | عمان                     | 4/0            | كأس الخليج العربي 5                         |
| 9.      | 04-04-1979 | بغداد      | قطر                      | 7/0            | كأس الخليج العربي 5                         |
| 10.     | 04-04-1979 | بغداد      | قطر                      | 7/0            | كأس الخليج العربي 5                         |
| 11.     | 04-04-1979 | بغداد      | قطر                      | 7/0            | كأس الخليج العربي 5                         |
| 12.     | 04-04-1979 | بغداد      | قطر                      | 7/0            | كأس الخليج العربي 5                         |
| 13.     | 04-04-1979 | بغداد      | قطر                      | 7/0            | كأس الخليج العربي 5                         |
| 14.     | 30-01-1980 | الرياض     | كوريا الجنوبية           | 1/3            | مباراة ودية                                 |
| 15.     | 29-09-1980 | أزمير      | ماليزيا                  | 3/0            | الألعاب الإسلامية                           |
| 16.     | 30-09-1980 | أزمير      | قبرص*                    | 2/0            | الألعاب الإسلامية                           |
| 17.     | 12-12-1980 | الرياض     | إندونيسيا                | 8/0            | مباراة ودية                                 |
| 18.     | 12-12-1980 | الرياض     | إندونيسيا                | 8/0            | مباراة ودية                                 |
| 19.     | 12-12-1980 | الرياض     | إندونيسيا                | 8/0            | مباراة ودية                                 |
| 20.     | 12-12-1980 | الرياض     | إندونيسيا                | 8/0            | مباراة ودية                                 |
| 21.     | 12-12-1980 | الرياض     | إندونيسيا                | 8/0            | مباراة ودية                                 |
| 22.     | 14-12-1980 | جدة        | إندونيسيا                | 3/0            | مباراة ودية                                 |
| 23.     | 14-12-1980 | جدة        | إندونيسيا                | 3/0            | مباراة ودية                                 |
| 24.     | 17-10-1981 | الرياض     | كوريا الجنوبية           | 2/0            | مباراة ودية                                 |
| 25.     | 20-10-1981 | الرياض     | فنزويلا                  | 3/1            | مباراة ودية                                 |
| 26.     | 20-10-1981 | الرياض     | فنزويلا                  | 3/1            | مباراة ودية                                 |
| 27.     | 12-11-1981 | كوالالمبور | الصين                    | 2/4            | تصفيات كأس العالم 1982                      |
| 28.     | 20-10-1981 | أوكلاند    | نيوزيلندا                | 2/2            | تصفيات كأس العالم 1982                      |
| 29.     | 20-10-1981 | أوكلاند    | نيوزيلندا                | 2/2            | تصفيات كأس العالم 1982                      |
| 30.     | 29-03-1982 | أبو ظبي    | قطر                      | 1/0            | كأس الخليج العربي 6                         |
| 31.     | 02-04-1982 | أبو ظبي    | البحرين                  | 2/2            | كأس الخليج العربي 6                         |
| 32.     | 02-04-1982 | أبو ظبي    | البحرين                  | 2/2            | كأس الخليج العربي 6                         |
| 33.     | 19-10-1982 | الرياض     | الكويت                   | 3/1            | تصفيات كأس العالم العسكرية لكرة القدم*      |
| 34.     | 19-10-1982 | الرياض     | الكويت                   | 3/1            | تصفيات كأس العالم العسكرية لكرة القدم*      |
| 35.     | 12-11-1982 | سنغافورة   | سنغافورة                 | 1/1            | مباراة ودية                                 |
| 36.     | 28-02-1983 | أبو ظبي    | الكويت                   | 1/2            | تصفيات كأس العالم العسكرية                  |
| 37.     | 01-10-1983 | نيودلهي    | الهند                    | 2/1            | تصفيات الألعاب الأولمبية الصيفية 1984*      |
| 38.     | 06-11-1983 | الرياض     | الهند                    | 5/0            | تصفيات الألعاب الأولمبية الصيفية 1984       |
| 39.     | 06-11-1983 | الرياض     | الهند                    | 5/0            | تصفيات الألعاب الأولمبية الصيفية 1984       |
| 40.     | 06-11-1983 | الرياض     | الهند                    | 5/0            | تصفيات الألعاب الأولمبية الصيفية 1984       |
| 41.     | 06-11-1983 | الرياض     | الهند                    | 5/0            | تصفيات الألعاب الأولمبية الصيفية 1984       |
| 42.     | 11-11-1983 | الرياض     | ماليزيا                  | 2/0            | تصفيات الألعاب الأولمبية الصيفية 1984       |
| 43.     | 11-11-1983 | الرياض     | ماليزيا                  | 2/0            | تصفيات الألعاب الأولمبية الصيفية 1984       |
| 44.     | 02-12-1983 | الرياض     | الصومال                  | 1/0            | تصفيات كأس العرب لكرة القدم                 |
| 45.     | 09-12-1983 | الرياض     | السودان                  | 3/0            | تصفيات كأس العرب لكرة القدم                 |
| 46.     | 09-12-1983 | الرياض     | السودان                  | 3/0            | تصفيات كأس العرب لكرة القدم                 |
| 47.     | 21-02-1984 | الرياض     | الجزائر                  | 4/2            | مباراة ودية                                 |
| 48.     | 21-02-1984 | الرياض     | الجزائر                  | 4/2            | مباراة ودية                                 |
| 49.     | 10-03-1984 | مسقط       | قطر                      | 1/2            | كأس الخليج العربي 7                         |
| 50.     | 15-04-1984 | سنغافورة   | نيوزيلندا                | 3/1            | تصفيات الألعاب الأولمبية الصيفية 1984       |
| 51.     | 15-04-1984 | سنغافورة   | نيوزيلندا                | 3/1            | تصفيات الألعاب الأولمبية الصيفية 1984       |
| 52.     | 22-04-1984 | سنغافورة   | الكويت                   | 4/1            | تصفيات الألعاب الأولمبية الصيفية 1984       |
| 53.     | 22-04-1984 | سنغافورة   | الكويت                   | 4/1            | تصفيات الألعاب الأولمبية الصيفية 1984       |
| 54.     | 24-04-1984 | سنغافورة   | كوريا الجنوبية           | 5/4            | تصفيات الألعاب الأولمبية الصيفية 1984       |
| 55.     | 24-04-1984 | سنغافورة   | كوريا الجنوبية           | 5/4            | تصفيات الألعاب الأولمبية الصيفية 1984       |
| 56.     | 30-07-1984 | لوس أنجلوس | البرازيل                 | 1/3            | كرة القدم في الألعاب الأولمبية الصيفية 1984 |
| 57.     | 25-09-1984 | الخبر      | آيسلندا                  | 1/2            | مباراة ودية                                 |
| 58.     | 08-10-1984 | جدة        | تايلاند                  | 2/1            | مباراة ودية                                 |
| 59.     | 19-10-1984 | جدة        | نيبال                    | 7/0            | تصفيات كأس آسيا 1984                        |
| 60.     | 22-10-1984 | جدة        | الإمارات العربية المتحدة | 1/0            | تصفيات كأس آسيا                             |
| 61.     | 24-10-1984 | جدة        | سريلانكا                 | 5/0            | تصفيات كأس آسيا                             |
| 62.     | 24-10-1984 | جدة        | سريلانكا                 | 5/0            | تصفيات كأس آسيا                             |
| 63.     | 24-10-1984 | جدة        | سريلانكا                 | 5/0            | تصفيات كأس آسيا                             |
| 64.     | 26-10-1984 | جدة        | عمان                     | 6/0            | تصفيات كأس آسيا                             |
| 65.     | 26-10-1984 | جدة        | عمان                     | 6/0            | تصفيات كأس آسيا                             |
| 66.     | 26-10-1984 | جدة        | عمان                     | 6/0            | تصفيات كأس آسيا                             |
| 67.     | 02-12-1984 | سنغافورة   | كوريا الجنوبية           | 1/1            | كأس آسيا 1984                               |
| 68.     | 13-12-1984 | سنغافورة   | إيران*                   | 1/1 5–4 (pen.) | كأس آسيا                                    |
| 69.     | 16-12-1984 | سنغافورة   | الصين                    | 2/0            | كأس آسيا                                    |
| 70.     | 05-08-1985 | الرباط     | اليمن                    | 2/0            | دورة الألعاب العربية 1985                   |
| 71.     | 08-08-1985 | الرباط     | الإمارات العربية المتحدة | 1/0            | كأس العرب                                   |
| 72.     | 14-08-1985 | الرباط     | العراق                   | 1/2            | كأس العرب                                   |
| 73.     | 08-09-1985 | الطائف     | العراق                   | 3/1            | مباراة ودية                                 |
| 74.     | 08-09-1985 | الطائف     | العراق                   | 3/1            | مباراة ودية                                 |
| 75.     | 23-03-1986 | المنامة    | الكويت                   | 1/3            | كأس الخليج العربي 8                         |
| 76.     | 25-03-1986 | المنامة    | البحرين                  | 1/2            | كأس الخليج العربي 8                         |
| 77.     | 28-03-1986 | المنامة    | عمان                     | 3/1            | كأس الخليج العربي 8                         |
| 78.     | 28-03-1986 | المنامة    | عمان                     | 3/1            | كأس الخليج العربي 8                         |
| 79.     | 29-08-1986 | سنغافورة   | جمهورية أيرلندا          | 1/1            | مباراة ودية                                 |
| 80.     | 21-09-1986 | سول        | ماليزيا                  | 3/1            | كرة القدم في دورة الألعاب الآسيوية 1986     |
| 81.     | 21-09-1986 | سول        | ماليزيا                  | 3/1            | كرة القدم في دورة الألعاب الآسيوية 1986     |
| 82.     | 25-09-1986 | سول        | إندونيسيا                | 2/0            | الألعاب الآسيوية                            |
| 83.     | 25-09-1986 | سول        | إندونيسيا                | 2/0            | الألعاب الآسيوية                            |
| 84.     | 18-04-1987 | الرياض     | عمان                     | 1/0            | الألعاب الأولمبية الصيفية 1988              |
| 85.     | 20-04-1987 | الرياض     | البحرين                  | 2/0            | الألعاب الأولمبية الصيفية 1988              |
| 86.     | 20-04-1987 | الرياض     | البحرين                  | 2/0            | الألعاب الأولمبية الصيفية 1988              |
| 87.     | 01-01-1988 | مسقط       | العراق                   | 1/1            | الألعاب الأولمبية الصيفية 1988              |
| 88.     | 17-02-1988 | الرياض     | إسكتلندا                 | 2/2            | مباراة ودية                                 |
| 89.     | 09-03-1988 | الرياض     | البحرين                  | 1/0            | كأس الخليج العربي 9                         |
| 90.     | 13-03-1988 | الرياض     | الإمارات العربية المتحدة | 2/2            | كأس الخليج العربي 9                         |
| 91.     | 23-06-1988 | ملبورن     | نيوزيلندا                | 2/3            | مباراة ودية                                 |
| 92.     | 23-06-1988 | ملبورن     | نيوزيلندا                | 2/3            | مباراة ودية                                 |
| 93.     | 29-06-1988 | ملبورن     | هونغ كونغ                | 3/0            | مباراة ودية                                 |
| 94.     | 06-07-1988 | أديلايد    | الأرجنتين                | 2/2            | الكأس الذهبية                               |
| 95.     | 13-07-1988 | ملبورن     | البرازيل                 | 1/4            | الكأس الذهبية                               |
| 96.     | 13-11-1988 | الرياض     | ماليزيا                  | 6/0            | مباراة ودية                                 |
| 97.     | 13-11-1988 | الرياض     | ماليزيا                  | 6/0            | مباراة ودية                                 |
| 98.     | 13-11-1988 | الرياض     | ماليزيا                  | 6/0            | مباراة ودية                                 |
| 99.     | 16-11-1988 | الرياض     | إنجلترا                  | 1/1            | مباراة ودية                                 |
| 100.    | 23-11-1988 | الخبر      | تونس                     | 1/0            | مباراة ودية                                 |
| 101.    | 15-12-1988 | الدوحة     | إيران                    | 1/0            | كأس آسيا 1988                               |
| 102.    | 15-03-1989 | جدة        | سوريا                    | 5/4            | تصفيات كأس العالم 1990                      |
| 103.    | 05-04-1989 | جدة        | اليمن                    | 1/0            | تصفيات كأس العالم 1990                      |
| 104.    | 19-09-1990 | بكين       | سنغافورة                 | 3/0            | مباراة ودية                                 |
| 105.    | 19-09-1990 | بكين       | سنغافورة                 | 3/0            | مباراة ودية                                 |
| 106.    | 24-09-1990 | بكين       | بنغلاديش                 | 3/0            | كرة القدم في الألعاب الآسيوية 1990          |
| 107.    | 24-09-1990 | بكين       | بنغلاديش                 | 3/0            | كرة القدم في الألعاب الآسيوية 1990          |
| 108.    | 11-09-1992 | حلب        | سوريا                    | 1/1            | كأس العرب لكرة القدم 1992                   |
| 109.    | 18-04-1993 | سنغافورة   | نيوزيلندا                | 3/1            | مباراة ودية                                 |
| 110.    | 22-04-1993 | سنغافورة   | سنغافورة                 | 3/0            | مباراة ودية                                 |
| 111.    | 16-05-1993 | الرياض     | ماليزيا                  | 3/0            | تصفيات كأس العالم 1994                      |
| 112.    | 16-05-1993 | الرياض     | ماليزيا                  | 3/0            | تصفيات كأس العالم 1994                      |
| 113.    | 18-05-1993 | الرياض     | الكويت                   | 2/0            | تصفيات كأس العالم 1994                      |
| 114.    | 27-09-1993 | الدمام     | كوستاريكا                | 3/2            | مباراة ودية                                 |
| 115.    | 04-06-1994 | بومونا     | ترينيداد وتوباغو         | 3/1            | مباراة ودية                                 |

- سجل ماجد 229 هدفاً منها 115 هدف في مباريات ضد المنتخبات الوطنية و114 هدف في مبارايات ودية ضد الأندية.
- يوجد خلاف في سجل المباريات والأهداف حول الأهداف 6 و16 و68.
- كأس العالم العسكرية في عام 1983 كان على مستوى الفريق الأول.
- كانت أولمبياد 1984 و1988 على مستوى الفريق الأول.

### الإحصائيات

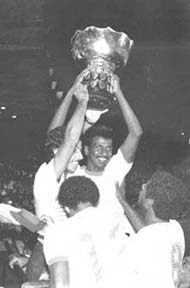
ماجد عبد الله يرفع كأس آسيا.

تمتد مسيرة ماجد كلاعب محترف إلى 22 عاماً، تبدأ في 1977 وتنتهي في 1998، سجل خلالها 550 هدف (375 هدفاً مع الفئة الأولى في 425 مباراة) وحصد 50 لقباً.
| موسم      | أهداف  | أهداف   | هداف                                                  | هداف                                          | البطولة            | البطولة                                  | جوائز                           | جوائز                                    | المجموع | المجموع |
| موسم      | النادي | المنتخب | النادي                                                | المنتخب                                       | النادي             | المنتخب                                  | النادي                          | المنتخب                                  | أهداف   | لقب.    |
| --------- | ------ | ------- | ----------------------------------------------------- | --------------------------------------------- | ------------------ | ---------------------------------------- | ------------------------------- | ---------------------------------------- | ------- | ------- |
| 1976 1977 | 9      | 7*      | -                                                     | هداف بطولة تبريز للناشئين                     | -                  | -                                        | -                               | -                                        | 9       | 1       |
| 1977 1978 | 14     | 6       | المركز الثاني في ترتيب هدافي الدوري                   | -                                             | -                  | -                                        | -                               | -                                        | 20      | 1       |
| 1978 1979 | 24     | 7       | هداف الدوري والكأس                                    | -                                             | -                  | -                                        | -                               | -                                        | 31      | 2       |
| 1979 1980 | 17     | 10      | هداف الدوري                                           | -                                             | الدوري             | -                                        | -                               | -                                        | 27      | 2       |
| 1980 1981 | 25     | 6       | هداف الدوري                                           | -                                             | هداف الدوري والكأس | -                                        | الحذاء الذهبي (بطولة كأس العرب) | -                                        | 31      | 4       |
| 1981 1982 | 10     | 6       | -                                                     | هداف كأس الخليج                               | -                  | -                                        | -                               | -                                        | 16      | 1       |
| 1982 1983 | 20     | 11      | هداف الدوري                                           | هداف تصفيات كأس العرب                         | -                  | -                                        | -                               | -                                        | 31      | 2       |
| 1983 1984 | -      | 23      | -                                                     | هداف كأس آسيا والتأهل لدورة الألعاب الأولمبية | -                  | كأس آسيا والتأهل لدورة الألعاب الأولمبية | -                               | أفضل لاعب في آسيا                        | 23      | 5       |
| 1984 1985 | 1      | 5       | -                                                     | هداف كأس العرب                                | -                  | -                                        | -                               | أفضل لاعب في آسيا                        | 6       | 2       |
| 1985 1986 | 16     | 9       | هداف الدوري                                           | -                                             | الكأس              | -                                        | -                               | أفضل لاعب في آسيا                        | 25      | 3       |
| 1986 1987 | 20     | 3       | هداف بطولة الكأس والمركز الثاني في ترتيب هدافي الدوري | -                                             | الكأس              | -                                        | الحذاء الفضي (بطولة كأس العرب)  | -                                        | 23      | 4       |
| 1987 1988 | 7      | 15      | هداف الكأس                                            | -                                             | -                  | كأس آسيا                                 | -                               | المركز الثالث في جائزة أفضل لاعب في آسيا | 22      | 3       |
| 1988 1989 | 24     | 2       | هداف الدوري والكأس                                    | -                                             | الدوري             | -                                        | الحذاء الذهبي (بطولة كأس العرب) | المركز الثاني في جائزة أفضل لاعب في آسيا | 26      | 5       |
| 1989 1990 | 18     | 4       | المركز الثاني في ترتيب هدافي الدوري                   | -                                             | الكأس              | -                                        | -                               | -                                        | 22      | 2       |
| 1990 1991 | 20     | -       | هداف الكأس                                            | -                                             | -                  | -                                        | -                               | -                                        | 20      | 1       |
| 1991 1992 | 4      | 1       | هداف كأس الخليج للأندية                               | -                                             | -                  | -                                        | -                               | -                                        | 5       | 1       |
| 1992 1993 | 4      | 6       | -                                                     | -                                             | -                  | التأهل لكأس العالم                       | -                               | -                                        | 10      | 1       |
| 1993 1994 | -      | 1       | -                                                     | -                                             | -                  | الجولة الثانية في كأس العالم             | -                               | -                                        | 1       | 1       |
| 1994 1995 | 9      | -       | -                                                     | -                                             | الدوري             | -                                        | أفضل لاعب في آسيا لشهر يونيو    | حامل الرقم القياسي في نادي القرن         | 9       | 3       |
| 1995 1996 | 7      | -       | هداف كأس الخليج للأندية                               | -                                             | كأس الخليج للأندية | -                                        | أفضل لاعب في آسيا لشهر يناير    | -                                        | 7       | 3       |
| 1996 1997 | 10     | -       | المركز الثاني في ترتيب هدافي كأس الخليج               | -                                             | كأس الخليج للأندية | -                                        | -                               | -                                        | 10      | 2       |
| 1997 1998 | 1      | -       | -                                                     | -                                             | الفائزين بكأس آسيا | -                                        | -                               | -                                        | 1       | 1       |
| المجموع   | 260    | 115     | 17                                                    | 6                                             | 11                 | 5                                        | 5                               | 6                                        | 375     | 50      |

- المجموع لا يشمل أهدافه السبع مع منتخب الناشئين.

### إحصائيات جميع الأهداف
إحصائيات جميع الأهداف الرسمية والودية للنادي والمنتخب الوطني.
| فريقه                     | البطولة                         | الأهداف |
| ------------------------- | ------------------------------- | ------- |
| نادي النصر                | دوري المحترفين السعودي          | 189     |
| نادي النصر                | كأس ولي العهد السعودي           | 39      |
| نادي النصر                | كأس ولي العهد السعودي           | 8       |
| نادي النصر                | كأس الأمير فيصل بن فهد          | 4       |
| نادي النصر                | المباريات الإقليمية والقارية    | 19      |
| نادي النصر                | مباريات ودية                    | 61      |
| منتخب السعودية لكرة القدم | مباريات رسمية                   | 79      |
| منتخب السعودية لكرة القدم | مباريات ودية (ضد الفرق الوطنية) | 36      |
| منتخب السعودية لكرة القدم | مباريات ودية (ضد الأندية)       | 114     |
| المجموع                   |                                 | 550     |

### الهاتريك
سجل ماجد خلال مسيرته 28 هاتريك.
| مع                        | هاتريك | سوبر هاتريك | مستر هاتريك | المجموع |
| ------------------------- | ------ | ----------- | ----------- | ------- |
| نادي النصر                | 14     | 2           | 1           | 17      |
| منتخب السعودية لكرة القدم | 7      | 2           | 2           | 11      |
| المجموع                   | 21     | 4           | 3           | 28      |

- هاتريك 3 أهداف، سوبر هاتريك 4 أهداف، مستر هاتريك 5 أهداف.
- في 06-11-1983 سجل ماجد سوبر هاتريك خلال 15 دقيقة ضد منتخب الهند.

| #   | التاريخ    | المكان   | المنافس                 | الأهداف | النتيجة | المنافسة                              |
| --- | ---------- | -------- | ----------------------- | ------- | ------- | ------------------------------------- |
| 1.  | 19-08-1977 | طهران    | روسيا                   | 3       | 3/1     | بطولة تبريز                           |
| 2.  | 03-03-1978 | المدينة  | الوحدة                  | 3       | 4/0     | دوري المحترفين                        |
| 3.  | 11-03-1978 | جدة      | الاتحاد                 | 3       | 3/1     | دوري المحترفين                        |
| 4.  | 12-03-1979 | مربلة    | أتلتيكو مربلة           | 4       | 5/3     | مباراة ودية                           |
| 5.  | 04-04-1979 | بغداد    | قطر                     | 5       | 7/0     | كأس الخليج العربي                     |
| 6.  | 18-04-1979 | الرياض   | نادي الرياض             | 3       | 4/0     | دوري المحترفين                        |
| 7.  | 25-05-1979 | الرياض   | نادي جدة                | 4       | 14/0    | كأس الملك                             |
| 8.  | 22-01-1980 | الرياض   | نادي الاتفاق            | 3       | 5/0     | دوري المحترفين                        |
| 9.  | 12-12-1980 | الرياض   | إندونيسيا               | 5       | 8/0     | مباراة ودية                           |
| 10. | 17-11-1981 | حائل     | نادي الجبلين            | 3       | 4/0     | دوري المحترفين                        |
| 11. | 27-12-1981 | الرياض   | نادي الأهلي             | 3       | 5/1     | دوري المحترفين                        |
| 12. | 16-01-1982 | الرياض   | نادي الرياض             | 3       | 4/2     | دوري المحترفين                        |
| 13. | 07-11-1982 | سنغافورة | نادي غيلانغ إنترناشونال | 3       | 4/1     | مباراة ودية                           |
| 14. | 10-11-1982 | سنغافورة | هاوجانج يونايتد         | 3       | 6/0     | مباراة ودية                           |
| 15. | 29-01-1982 | الرياض   | نادي القادسية           | 3       | 5/2     | دوري المحترفين                        |
| 16. | 04-03-1983 | الرياض   | نادي أحد                | 3       | 3/0     | دوري المحترفين                        |
| 17. | 06-11-1983 | الرياض   | الهند                   | 4       | 5/0     | تصفيات الألعاب الأولمبية الصيفية 1984 |
| 18. | 24-10-1984 | جدة      | سريلانكا                | 3       | 5/0     | تصفيات كأس آسيا                       |
| 19. | 26-10-1984 | جدة      | عمان                    | 3       | 6/0     | تصفيات كأس آسيا                       |
| 20. | 25-03-1985 | الرياض   | ستاندارد لييج           | 3       | 3/2     | مباراة ودية                           |
| 21. | 17-12-1987 | مكة      | نادي الوحدة             | 4       | 5/1     | دوري المحترفين                        |
| 22. | 24-12-1987 | الرياض   | نادي الأهلي             | 3       | 4/0     | دوري المحترفين                        |
| 23. | 13-11-1988 | الرياض   | ماليزيا                 | 3       | 6/0     | مباراة ودية                           |
| 24. | 21-01-1989 | الرياض   | نادي الروضة             | 5       | 5/1     | دوري المحترفين                        |
| 25. | 12-04-1990 | الرياض   | نادي الرياض             | 3       | 5/2     | دوري المحترفين                        |
| 26. | 24-10-1991 | الدوحة   | نادي النصر              | 3       | 4/0     | كأس الخليج للأندية                    |
| 27. | 18-08-1995 | الدمام   | نادي الاتفاق            | 3       | 3/2     | دوري المحترفين                        |
| 28. | 01-07-1997 | الرياض   | نادي النصر              | 3       | 4/1     | كأس فيد                               |

### أكثر 10 فرق تلقت أهداف
قائمة بأكثر 10 فرق تلقت أهدافاً من ماجد.
| #   | الأندية العربية والآسيوية | المجموع | الأندية الأوروبية واللاتينية | المجموع | المنتخبات الوطنية | المجموع |
| --- | ------------------------- | ------- | ---------------------------- | ------- | ----------------- | ------- |
| 1.  | نادي الاتفاق              | 29      | ستاندارد لييج                | 5       | ماليزيا           | 10      |
| 2.  | النادي الأهلي             | 24      | نادي أتلتيكو ماربيا ‏         | 4       | إندونيسيا         | 9       |
| 3.  | نادي الهلال               | 21      | نادي فيتوريا سيتوبال         | 4       | قطر               | 8       |
| 4.  | نادي الاتحاد              | 19      | نادي فاسكو دا غاما           | 3       | الكويت            | 7       |
| 5.  | نادي الوحدة               | 19      | بوتافوغو ريغاتاس             | 3       | نيوزيلندا         | 7       |
| 6.  | نادي القادسية             | 18      | Bonsucesso Futebol Clube     | 3       | عمان              | 7       |
| 7.  | نادي النهضة               | 18      | جمعية بورتوغيزا الرياضية     | 3       | البحرين           | 6       |
| 8.  | نادي الشباب               | 15      | نادي أميريكانو               | 3       | كوريا الجنوبية    | 5       |
| 9.  | نادي الرياض               | 15      | بوكا جونيورز                 | 2       | سنغافورة          | 4       |
| 10. | نادي أحد                  | 13      | نادي ساو باولو               | 2       | العراق            | 4       |

| 1.  | نادي الاتفاق            | 29 | 21. | هاوجانج يونايتد          | 3 |
| 2.  | النادي الأهلي           | 24 | 22. | Al Shate'                | 2 |
| 3.  | نادي الهلال             | 21 | 23. | نادي كاظمة               | 2 |
| 4.  | نادي الاتحاد            | 19 | 24. | نادي ظفار                | 2 |
| 5.  | نادي الوحدة             | 19 | 25. | النادي العربي            | 2 |
| 6.  | نادي القادسية           | 18 | 26. | تانجونغ باغار يونايتد    | 2 |
| 7.  | نادي النهضة             | 18 | 27. | Norbu                    | 2 |
| 8.  | نادي الشباب             | 15 | 28. | Melayu                   | 2 |
| 9.  | نادي الرياض             | 15 | 29. | باليستيير خالسا          | 1 |
| 10. | نادي أحد                | 13 | 30. | نادي اهلي سداب           | 1 |
| 11. | نادي الطائي             | 11 | 31. | نادي الرفاع              | 1 |
| 12. | نادي هجر                | 8  | 32. | نادي السد                | 1 |
| 13. | نادي الروضة             | 8  | 33. | النادي العربي            | 1 |
| 14. | نادي الأنصار            | 6  | 34. | نادي الأنصار             | 1 |
| 15. | نادي الجبلين            | 5  | 35. | نادي الرفاع الشرقي       | 1 |
| 16. | نادي جدة                | 4  | 36. | المستقبل الرياضي بالمرسى | 1 |
| 17. | نادي التعاون            | 3  | 37. | النادي العربي            | 1 |
| 18. | نادي الريان             | 3  | 38. | نادي الرائد              | 1 |
| 19. | نادي النصر              | 3  | 39. | نادي النجمة              | 1 |
| 20. | نادي غيلانغ إنترناشونال | 3  | 40. | نادي كوبتداغ عشق آباد    | 1 |

| 1.  | ستاندارد لييج                       | 5 | 31. | نادي هامبورغ                              | 1 |
| 2.  | نادي أتلتيكو ماربيا ‏                | 4 | 32. | مانشستر سيتي                              | 1 |
| 3.  | نادي فيتوريا سيتوبال                | 4 | 33. | نادي ليفربول                              | 1 |
| 4.  | نادي فاسكو دا غاما                  | 3 | 34. | توتنهام هوتسبير                           | 1 |
| 5.  | بوتافوغو ريغاتاس                    | 3 | 35. | وست بروميتش ألبيون                        | 1 |
| 6.  | Bonsucesso Futebol Clube            | 3 | 36. | وولفرهامبتون واندررز                      | 1 |
| 7.  | Associação Atlética Portuguesa (RJ) | 3 | 37. | نادي أولمبياكوس                           | 1 |
| 8.  | نادي أميريكانو                      | 3 | 38. | باناثينايكوس                              | 1 |
| 9.  | بوكا جونيورز                        | 2 | 39. | نادي غرناطة                               | 1 |
| 10. | نادي ساو باولو                      | 2 | 40. | نادي إشبيلية                              | 1 |
| 11. | كوفنتري سيتي                        | 2 | 41. | نادي مالقا                                | 1 |
| 12. | نادي نانسي                          | 2 | 42. | Sociedade Esportiva e Recreativa São José | 1 |
| 13. | نادي مالمو                          | 2 | 43. | نادي فلومينينسي                           | 1 |
| 14. | نادي سيون                           | 2 | 44. | باوليستا                                  | 1 |
| 15. | CS Avion                            | 2 | 45. | Estrela do Norte Futebol Clube            | 1 |
| 16. | نادي جوفنتودي                       | 2 | 46. | نادي بيزا                                 | 1 |
| 17. | Rio Branco Football Club            | 2 | 47. | نادي ليل                                  | 1 |
| 18. | هكا                                 | 2 | 48. | ستوك سيتي                                 | 1 |
| 19. | سبورتينغ براغا                      | 2 | 49. | نادي أولاريا أتلتيكو                      | 1 |
| 20. | بي إي سي زفوله                      | 2 | 50. | كيه في ميخيلين                            | 1 |
| 21. | نادي باسوش دي فيريرا                | 2 | 51. | هوراكان                                   | 1 |
| 22. | فيتوريا دي غيماريش                  | 2 | 52. | بيفيرين                                   | 1 |
| 23. | نادي روسيندال ‏                      | 2 | 53. | بيرسخوت إيه سي                            | 1 |
| 24. | نادي فيندام                         | 2 | 54. | رابيد فيينا                               | 1 |
| 25. | أبولون ليماسول                      | 2 | 55. | سانتو أندريه                              | 1 |
| 26. | Renalto                             | 2 | 56. | نادي أوترخت                               | 1 |
| 27. | جمعية بورتوغيزا الرياضية            | 2 | 57. | نادي سانتا كلارا                          | 1 |
| 28. | Associação Atlética Aparecidense    | 2 | 58. | ساو كريستوفاو                             | 1 |
| 29. | نادي بنفيكا                         | 2 | 59. | نادي سانتوس                               | 1 |
| 30. | سبورتينغ لشبونة                     | 1 | 60. | Victory                                   | 1 |

| 1.  | ماليزيا                  | 10 | 20. | سوريا            | 2 |
| 2.  | إندونيسيا                | 9  | 21. | باكستان          | 2 |
| 3.  | قطر                      | 8  | 22. | بنغلاديش         | 2 |
| 4.  | الكويت                   | 7  | 23. | اليمن            | 2 |
| 5.  | نيوزيلندا                | 7  | 24. | فنزويلا          | 2 |
| 6.  | عمان                     | 7  | 25. | كينيا            | 1 |
| 7.  | البحرين                  | 6  | 26. | قبرص             | 1 |
| 8.  | كوريا الجنوبية           | 5  | 27. | تايلاند          | 1 |
| 9.  | الهند                    | 5  | 28. | نيبال            | 1 |
| 10. | العراق                   | 4  | 29. | تونس             | 1 |
| 11. | الإمارات العربية المتحدة | 4  | 30. | هونغ كونغ        | 1 |
| 12. | سنغافورة                 | 4  | 31. | الأرجنتين        | 1 |
| 13. | سريلانكا                 | 3  | 32. | إنجلترا          | 1 |
| 14. | البرازيل                 | 2  | 33. | جمهورية أيرلندا  | 1 |
| 15. | السودان                  | 2  | 34. | إسكتلندا         | 1 |
| 16. | الجزائر                  | 2  | 35. | آيسلندا          | 1 |
| 17. | المغرب                   | 2  | 36. | الصومال          | 1 |
| 18. | إيران                    | 2  | 37. | كوستاريكا        | 1 |
| 19. | الصين                    | 2  | 38. | ترينيداد وتوباغو | 1 |

### أهدافه حسب القارات
جميع أهداف ماجد ضد الأندية والفرق الوطنية حسب القارة.
| #  | الاتحادات القارية           | الأندية | المنتخابات | المجموع |
| -- | --------------------------- | ------- | ---------- | ------- |
| 1. | الاتحاد الآسيوي لكرة القدم  | 333     | 87         | 420     |
| 2. | الاتحاد الأوروبي لكرة القدم | 63      | 5          | 68      |
| 3. | كونميبول                    | 38      | 5          | 43      |
| 4. | الاتحاد الأفريقي لكرة القدم | 1       | 9          | 10      |
| 5. | اتحاد أوقيانوسيا لكرة القدم | 0       | 7          | 7       |
| 6. | كونكاكاف                    | 0       | 2          | 2       |
|    | المجموع                     | 435     | 115        | 550     |

### أكثر 10 فرق تلقت أهداف حسب البلد
أكثر 10 منتخبات وأندية تلقت أهدافاً من ماجد.
| #   | البلد     | أندية البلد | المنتخب الوطني | المجموع الأهداف |
| --- | --------- | ----------- | -------------- | --------------- |
| 1.  | السعودية  | 241         | -              | 241             |
| 2.  | البرازيل  | 35          | 2              | 37              |
| 3.  | سنغافورة  | 13          | 4              | 17              |
| 4.  | قطر       | 6           | 8              | 14              |
| 5.  | البرتغال  | 14          | 0              | 14              |
| 6.  | عمان      | 6           | 7              | 13              |
| 7.  | ماليزيا   | 0           | 10             | 10              |
| 8.  | الكويت    | 3           | 7              | 10              |
| 9.  | إندونيسيا | 0           | 9              | 9               |
| 10. | إنجلترا   | 8           | 1              | 9               |

## وصلات خارجية
- ماجد عبد الله على موقع الاتحاد الدولي (مؤرشف)  (الإنجليزية)
- ماجد عبد الله على موقع قاعدة بيانات كرة القدم.إي يو (الإنجليزية)
- ماجد عبد الله على موقع ناشيونال فوتبول تيمز (الإنجليزية)
- ماجد عبد الله على موقع Soccerway.com (الإنجليزية)
- ماجد عبد الله على موقع أوليمبيديا (الإنجليزية)

- اختيار ماجد عبد الله ضمن خبراء كرة القدم في الفيفا المصدر الفيفا
- اختيار ماجد عبد الله عميد لاعبي العالم 95م و96م و97م المصدر الفيفا
- اختيار ماجد عبد الله أفضل لاعب في آسيا84م المصدر rsssf
- اختيار ماجد عبد الله وصيف وثالث أفضل لاعب في آسيا 89م و88م المصدر rsssf
- اختيار ماجد عبد الله لاعب القرن في السعودية المصدر rsssf
- اختيار ماجد عبد الله لاعب القرن عربياً المصدر قناة الجزيرة
- اختيار ماجد عبد الله لاعب القرن في آسيا المصدر الاتحاد الآسيوي afc
- اختيار ماجد عبد الله ضمن أفضل لاعبي القرن في آسيا المصدر iffhs
- اختيار ماجد عبد الله ضمن أفضل لاعبي القرن في العالم المصدر iffhs
- اختيار ماجد عبد الله ضمن أفضل هدافي الدوري في العالم المصدر iffhs
- اختيار ماجد عبد الله ضمن أشهر اللاعبين في التاريخ المصدر الموسوعة البريطانية
- اختيار ماجد عبد الله أسطورة من أساطير كرة القدم المصدر world-football